# Titoli e riconoscimenti della Corona britannica

## Titoli detenuti dal monarca del Regno Unito
- Re di Gran Bretagna[1]
- Re d'Inghilterra*[cosa indicano gli asterischi?]
- Re di Scozia*
- Re di Francia*
- Re di Hannover*
- Imperatore dell'India *

### Ducati
- Duca d'Angiò*
- Duca d'Aquitania*
- Duca di Normandia*

### Elettorato
- Elettore di Brunswick-Lüneburg* 1708-1806

### Contee
- Conte di Ponthieu*

### Signorie
- Lord di Mann[2]
- Lord d'Irlanda*
- Lord d'Aquitania*

### Titoli non ereditari
- Capo del Commonwealth

## Titoli detenuti dall'erede al trono britannico

### Principati
- Principe di Galles[3]
- Principe d'Aquitania*

### Ducati
- Duca di Cornovaglia
- Duca di Rothesay

### Contee
- Conte di Chester
- Conte di Carrick

### Baronie e Signorie
- Barone di Renfrew
- Lord delle isole di Scozia